# Regiunea Voronej
Regiunea Voronej rusă Воронежская Область este situată în sud-estul Rusiei la ca. 500 – 600 km sud de Moscova. Regiunea este amplasată la granița dintre depresiunea Donului și platoul central rus, aparținând de regiunea centrală a cernoziomului. Apele curgătoare principale din regiune sunt Donul și Voronejul. Ramurile economice principale sunt reprezentate de industria producătoare de avioane, industria chimică și alimentară. Regiunea este adecvată agriculturii intensive prin solul fertil de cernoziom. Orașele principale din regiune sunt Voronej, Borisoglebsk, Liski și Rossoș.

## Orașe cu populația de peste 20.000 loc. la recensământul din 2002
| Numele orașului | Numele rusesc | Locuitori recensământ 2002 |
| --------------- | ------------- | -------------------------- |
| Voronej         | Воронеж       | 848.752                    |
| Borisoglebsk    | Борисоглебск  | 69.392                     |
| Rossoș          | Россошь       | 62.923                     |
| Liski           | Лиски         | 55.893                     |
| Novovoronej     | Нововоронеж   | 36.961                     |
| Ostrogojsk      | Острогожск    | 34.585                     |
| Buturlinovka    | Бутурлиновка  | 28.627                     |
| Pavlovsk        | Павловск      | 26.365                     |
| Semiluki        | Семилуки      | 25.559                     |
| Novaia Usmanî   | Новая Усмань  | 22.476                     |
| Kalaci          | Калач         | 20.950                     |
| Bobrov          | Бобров        | 20.806                     |